# Sophrops latiscula
Sophrops latiscula är en skalbaggsart som beskrevs av Shuhei Nomura 1977. Sophrops latiscula ingår i släktet Sophrops och familjen Melolonthidae. Inga underarter finns listade i Catalogue of Life.